# Габор Егреши
Габор Егреши (мађ. Egressy Gábor; Будимпешта, 11. фебруар 1974) бивши мађарски фудбалер, наступао 21 утакмицу за  репрезентацију Мађарске, играо на позицији везног играча. Био је члан тима који је учествовао на Олимпијским играма у Атланти 1996.
Ишао је у основну школу где је према његовим речима, било обавезно бављење спортом и играти у Ујпешт Дожи. Прво се бавио пливањем, затим се бавио атлетиком, а фудбал је почео да игра тек 1985. године, те године је регистрован за Ујпешт и био је играч љубичастих до 1996. године, последње три године као професионалац.

## Каријера

### Клуб
Он је започео своју НБ I каријеру у Ујпешту, дебитујући у лигашкој утакмици у августу 1993. године. Током прве сезоне, наступио је 17 пута, а у сезони 1994/95 постао је стални члан тима који је освојио друго место у првенству Мађарске иза Ференцвароша. Са 12 голова у 29 утакмица и био је водећи стрелац екипе. Лета 1996. године, након истека уговора, прешао је у БВШК, а затим је после десет месеци прешао у МТК, одакле је био на позајмици у ДВТК на једну годину. Тамо је са 17 голова био други стрелац лиге и поново најбољи стрелац свог тима. МТК га је потом вратио на годину дана, пре него што га је поново позајмио Хонведу из Кишпешта . Године 2001. ЗТЕ га је купио, где је провео три и по године и био део шампионског тима 2001. године. Након годину дана у Диошђеру, постао је страни легионар, прво играјући сезону за Адмиру Вакер у аустријској првој лиги. Када је његов тим испао из лиге, постао је слободан играч и потписао за грчки Дијагорас ГС. Следеће сезоне вратио се у Аустрију, играјући за клубове нижих лига, а зими 2010. вратио се у Мађарску, придружујући се тиму НБ III ТТК-Линдаб.
| Сезона   | Клуб                    | Држава   | Такмичења                  | Утакмице | Голови |
| -------- | ----------------------- | -------- | -------------------------- | -------- | ------ |
| 1993/94. | Ујпешт Дожа             | Мађарска | НБ I                       | 17       | 4      |
| 1994/95. | Ујпешт Дожа             | Мађарска | НБ I                       | 29       | 12     |
| 1995/96. | Ујпешт Дожа             | Мађарска | НБ I                       | 30       | 5      |
| 1996/97. | Вашуташ Будимпешта      | Мађарска | НБ I                       | 24       | 5      |
| 1996/97. | МТК Будимпешта          | Мађарска | НБ I                       | 7        | 0      |
| 1997/98. | МТК Будимпешта          | Мађарска | НБ I                       | 26       | 1      |
| 1998/99. | Диошђер ВТК             | Мађарска | НБ I                       | 31       | 17     |
| 1999/00. | МТК Хунгарија           | HUN      | НБ I                       | 17       | 0      |
| 2000/01. | Хонвед Кишпешт          | Мађарска | НБ I                       | 4        | 4      |
| 2000/01. | ФК Залаегерсег ТЕ       | Мађарска | НБ I                       | 16       | 7      |
| 2001/02. | ФК Залаегерсег ТЕ       | Мађарска | НБ I                       | 34       | 16     |
| 2002/03. | ФК Залаегерсег ТЕ       | Мађарска | НБ I                       | 25       | 7      |
| 2003/04. | ФК Залаегерсег ТЕ       | Мађарска | НБ I                       | 23       | 2      |
| 2004/05. | Диошђер ВТК             | Мађарска | НБ I                       | 23       | 10     |
| 2005/06. | ФК Адмира Вакер Модлинг | Аустрија | Аустријска Бундеслига      | 11       | 1      |
| 2006/07. | ФК Дијагорас Родос      | Грчка    | Грчка Гамалига             | 3        | 0      |
| 2006/07. | ФК Ритцинг              | Аустрија | Аустријска регионална лига | 8        | 0      |

### Репрезентација
За репрезентацију Мађарске је дебитовао 1996. године и у току каријере одиграо је 21 утакмицу и постигао је један гол. Био је учесник на Летњим олимпијским играма 1996. у Атланти, где Мађарска није успела да напредује даље од групне фазе.

### Тренер
Завршио је обуку у спортском менаџменту на Универзитету за физичко васпитање и планира да ради као спортски менаџер након одласка у пензију.

## Достигнућа

### Клуб
Ујпешт
- НБ I шампион:
  - шампион: 1997/98
  - другопласирани: 1996/97
- Куп Мађарске: 
  - финалиста: 1997/98

Залаегерсег
- НБ I шампион:
  - трећепласирани: 2006/07